# Oberwesel
Oberwesel est une ville allemande située dans l'arrondissement de Rhin-Hunsrück dans le Land de Rhénanie-Palatinat. Elle est située sur la rive gauche du Rhin à trente kilomètres au Sud-Est de Coblence. elle fait partie de la municipalité de Sankt Goar-Oberwesel. Elle est située non loin de la Lorelei.

## Histoire
En 50 av. J.-C., une colonie celte existait à l'emplacement actuel d'Oberwesel. En 400 apr. J.-C., la commune servait de siège administratif à une région du roi franc. Oberwesel était une ville médiévale importante. Elle est devenue ville impériale en 1235.

## Description
De l'ancienne fortification subsistent 16 tours. À l'origine, l'enceinte d'une circonférence de 3 km en comprenait 21.
L'église gothique Sainte Marie, Liebfrauenkirche, celle appelée Minoriten-Kirche (frères mineurs) abrite un des plus vieux retables d'Allemagne datant de la première moitié du XIVe siècle. Elle possède aussi un jubé gothique, un curieux triptyque dans le bas-côté gauche représentant les 15 cataclysmes à la fin des temps et un orgue baroque. Dans une chapelle de l'église, on peut admirer Saint Nicolas aidant trois chevaliers condamnés à mort pour des crimes qu'ils n'ont pas commis, trois sœurs forcées à la prostitution par leur père et des passagers sur un bateau. L´autel en or est un des autels sculptés les plus anciens et les plus précieux de Rhénanie. Parmi les curiosités, on peut citer le “musée de la boulangerie”.
Église gothique de Saint-Martin (1350) et la muraille du XIIIe siècle.
La ville est aussi connue pour son château de Schönburg restauré en 1885, bloc de trois forteresses protégées par un fantastique mur de défense.
Les vignes produisent environ 350 000 litres de vin par an soit sous l'appellation « Schloß Schönburg », en sylvaner. La visite du vignoble donne un joli point de vue sur le Rhin au lieu-dit Sieben Jungfrauen.
Werner d'Oberwesel (ou Werner de Womrath ou encore Werner de Bacharach), né à Womrath en 1271, fut assassiné à l'âge de 16 ans en 1287 ; son corps fut retrouvé le Vendredi saint de 1287 à Oberwesel. La rumeur populaire attribua sans preuve cet assassinat aux Juifs et des violences antisémites s'ensuivirent. Werner fut considéré comme un martyr et on lui attribua des miracles. Certains auteurs modernes pensent que l'adolescent aurait pu être victime d'un crime sexuel.
La rumeur initiale, liée à la période de Pâques, entre certainement dans la catégorie des accusations de crime rituel contre les Juifs, attestées à plusieurs reprises dans cette région au XIIIe siècle. Plus tard, cependant, la tradition semble avoir évolué vers une histoire de profanation d'hostie. Saint Vernier fut canonisé en 1429 par le pape Benoît XIV.